# Ронні Сомек
Ронні Сомек (івр. רוני סומק, англ. Ronny Someck; народився у 1951, Багдад, Ірак) — ізраїльський поет.